# Фатали-хан
Фатали-хан (Фатх-Али-хан) Кубинский (азерб.  قوبالی فتحعلی خان, Fətəli xan Qubalı или Fəth Əli-xan Qubalı; перс. فتحعلی‌خان‎ 1736 — 22 марта 1789) — правитель Кубинского ханства (1758—1789). Получив от своего отца Гусейн-Али-хана небольшой удел, состоявший из одной Кубы, Фатали-хан объединил вокруг него прилегающие прикаспийские территории, образовав обширное владение, куда вошли Табасаран, Дербентское, Бакинское и Ширванское ханства, вплоть до Ардебиля на севере Персии.

## Биография

### Ранние годы

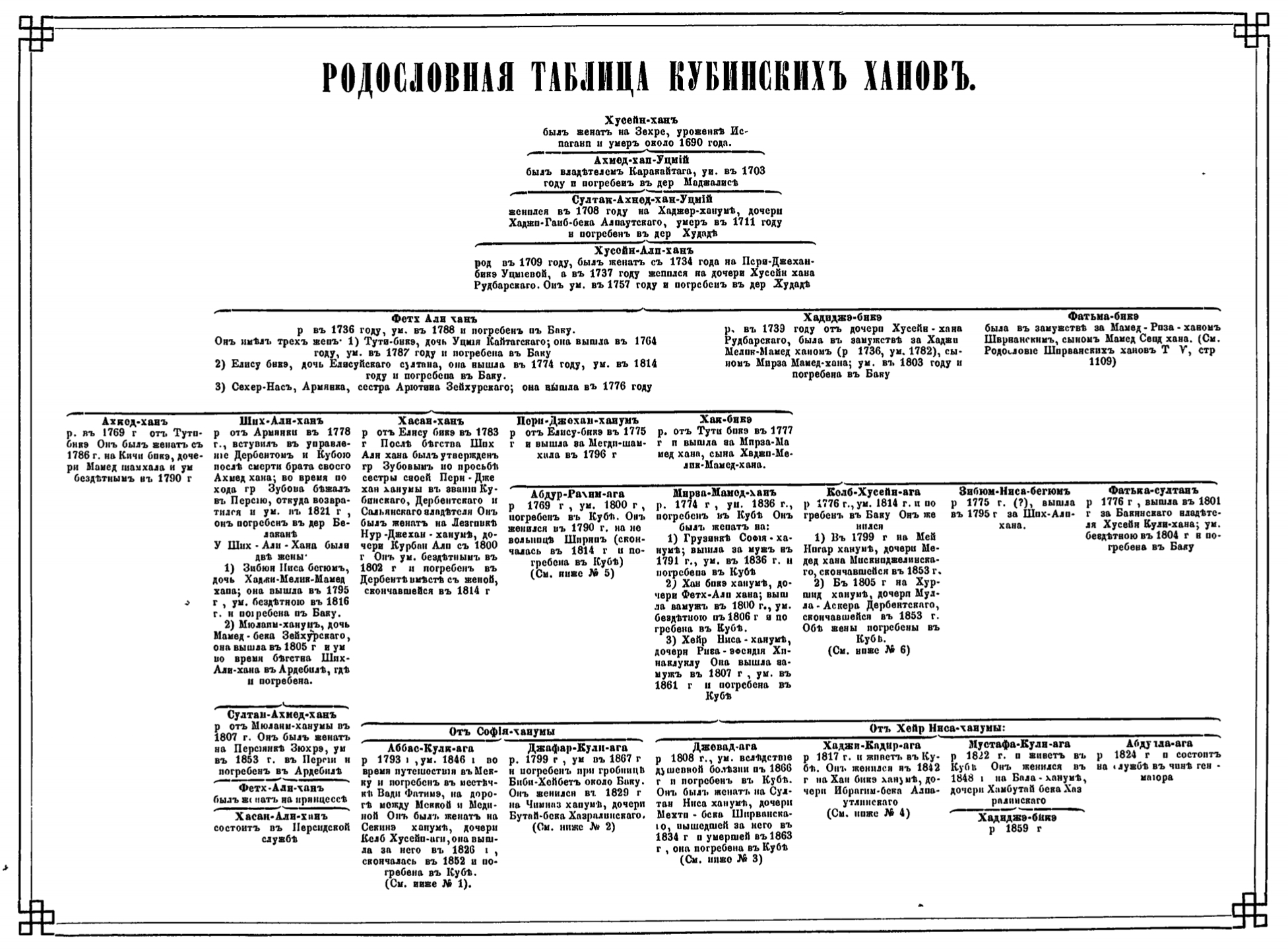
Родословная Фатали-хана, согласно АКАК.

Фатали-хан родился в 1736 году в семье кубинского хана Гусейн Али-хана и Пери Джахан-бике Уцмиевой, дочери кайтагского уцмия Ахмед-хана. Как сообщает Искандер-бек Гаджинский, «не получив никакого воспитания, он провёл молодость, как обыкновенно проводят сыновья прочих ханов, то есть в праздности, и даже однажды за какую-то шалость отец хотел подвергнуть его телесному наказанию, но он скрывался, пока не утих отцовский гнев».
Фатали-хан встал во главе Кубинского ханства в 1758 году после смерти своего отца Гусейн Али-хана. Сразу после смерти Гусейн Али-хана брат ширванского хана Ага-Рази-бек напал на Бермекский магал Кубинского ханства и увёл оттуда 200 семейств. В ответ Фатали-хан двинулся на Ширван, захватил в плен около 400 семейств и поселил их в своих владениях (сам Ага-Рази-бек погиб в сражении у старой Шемахи).

### Подчинение Баку, Дербента и Шемахи
В 1765 году Фатали-хан с помощью шамхала, уцмия и табасаранского кадия овладел Дербентом и присоединил Дербентское ханство к своим владениям. Ещё до этого он отнял у дербентского хана территорию по правому берегу реки Самур — Мюшкур, Низабат, Шабран, Рустау и Бешбармак, а также деревни Улусского магала. После подчинения ханства, его правитель Мухаммад-Хусейн-хан был ослеплён и отправлен с пятилетним сыном Али-беком в Кубу, а затем в Баку, где он содержался вплоть до своей смерти в 1768 году. Али-бек находился у бакинского хана до 1796 года. Подчинив Дербент, Фатали-хан, в знак благодарности, отдал часть земель Дербентского ханства дагестанским владетелям: тарковскому шамхалу — селения Карадаглы, Набурли, Чиги, Азагли, Бебешли и Бебели в Кубинской провинции; уцмию — Малакалыль в Дербентской провинции и предоставил ему разрешение взимать таможенные пошлины в Дербенте; табасаранскому кадию было выдано денежное вознаграждение.
Фатали-хан скрепил союз с кайтагским уцмием Амир-Хамзой, женившись на его дочери Тути-бике. Однако кубинский хан, в свою очередь, отказался выдать за него свою сестру Хадиджу-бике. Вместо этого он выдал её за сына бакинского хана Мирзы Мухаммад-хана I — Мелика Мухаммад-хана. При посредстве Xадидже-бике, обладавшей твёрдым и властным характером, Фатали-хан подчинил себе слабовольного бакинского хана. Таким образом, он поставил в зависимое положение от Кубинского ханства соседнее Бакинское ханство. Что касается отношений с Амиром Гамзой, то вскоре Фатали-хан изгнал из Дербента кайтагских сборщиков податей и отобрал у уцмия подаренное ему селение, что ещё сильнее обострило противоречия между двумя владетелями.
В 1768 году в союзе с шекинским ханом Мухаммед Гусейн-ханом он занял Шемаху, которым в то время управляли братья Агаси-хан и Мухаммед Сеид-хан из рода Серкеров. После одержанной победы, Фатали-хан и Мухаммед Гусейн-хан разделили между собой земли Шемахинского (Ширванского) ханства. Исмаил-бек Гаджинский по этому поводу пишет: «…Фатали-хан разделил Ширван с Гусейн-ханом так, что магалы Сааданский и Каасанский, пограничные с Шекою, предоставил Гусейн-хану, а сам, завладев остальною частью, возвратился в Кубу». Фатали-хан приказал Новую Шемаху разорить до основания, а жителям переселиться в старую. В одном из документов сообщается, что «…Фатали-хан Новую Шемаху отдал реченному Гусейн-хану, а Старую взял себе». Начиная с 1768 года, в официальных документах и титулярных обращениях, Фатали-хан часто именовался «высокостепенным, высокопочтённым Дербентским, Кубинским и Шемахинским ханом», иногда его называли «владетелем над всей Ширванской областью» или просто «Ширванским Фатали-ханом». В его лице, как замечает Дорн, «появился настоящий ширваншах».
В Новой Шемахе вскоре возник заговор против Кубинского ханства, во главе которого стоял наиб шекинского хана Манаф-бек, но Фатали-хан, раскрыв замыслы заговорщиков, во главе 15-тысячного войска внезапно подступил к Новой Шемахе и взял Манаф-бека и его приверженцев в плен. По сообщению российского чиновника Ивана Матвеева, астраханского купца Степана Шарипина и приказчика Егора Замятина, датированного сентябрём 1768 года, конфликт между Кубой и Шеки возлагался на Гусейн-хана: «Усейн хан возымел жадность всю полученную при взятии Шемахи немалую добычу завладеть один, а напоследок и точным владетелем быть в Шемахе, а Фатали-хана вовсе от того отрешить».
Фатали-хан ограничил власть магальных наибов. Упорядочив сбор налогов, хан обеспечил рост доходов казны. Численность наёмного войска была увеличена. Современник событий Абул-Хасан Голестане писал, что у Фатх-Али-хана на службе состояло 10 тыс. туфенгчи из «лазги-молодцов» (джаванан-е лазги). Член российской Академии наук С. Г. Гмелин, проезжавший в 1772 году через владения кубинского хана, оставил сведения о хане и его власти в тот период:

Фат-Али-хан есть сын Уссейна-Али-хана, который во времена Надир-шаха травил городам Кубою, и уже Петром Первым, когда он в сей стране находился, объявлен владельцем сего уезда, а по смерти своей оставил землю сию в наследство сыну своему Фат-Али-хану. Ему от роду около тридцати лет, имеет шесть жён, и по персидскому обыкновению пьёт очень много. Сколько я приметить мог, то Дербентские жители его нарочито любят. Власть его неограничена, а доходов точно определить нельзя, потому что он подати накладывает, смотря по обстоятельствам, и состоят оные в лошадях, скоте, всяком жите, пшенице, сорочинском пшене и других плодах; во всех городах имеет собственные сады и пашни.
Войско его, сказывают, простирается до сорока тысяч человек и состоит не только из персиян, кои, когда в воинской службе находятся и от хана жалованье получают, куль называются, но по большей части из наёмных соседственных татар, из коих особливо в сию службу вступают лезгины. Сие наёмное войско есть причиною превеликих ханских расходов. Всё, что он с подданных собрать может, расходится на оное; и хотя подданные хана своего и любят, однакож не недостаёт при том и жалоб, и весь Дербент желает, чтоб возвратились те щастливые времена, в которые Ширван была под скипетром Российским. Хану ж, напротив того, по причине беспрестанного мятежа его соседей надобно войско. На сие подданных не довольно, и так, должен он стараться о присовокуплении чужих. Сии хотят хорошей платы, а деньги вместе с другими потребностями должны платить подданные, коим для того такая должность довольно трудною быть, кажется.

При помощи лезгин Фатали-хан овладел городами Баку, Дербент, Сальян и другими. Так, в "Грамотах и других исторических документах XVIII относящихся к Грузии" говорится, что Куба хан называемый, состоит не над большим владением, но, согласив к себе лезгинцов, овладел Дербент, Баку, Сальян и околичные места… Как и Сурхай оными владел, почему оной Куба хан, собрав горских лезгинцов, Шемахою и Ширваном завладел, потом на шекинского хана наступил и весьма победил.
... Кубинский хан имел большое количество вооруженных муафов и нукеров, составлявших ханскую гвардию, вооруженные отряды во главе с наибами. «На случай же военных пособий и других непредвиденных надобностей» он собирал войска, хлеб и деньги для военной нужды.
В составе ханских войск были и наемники, порою довольно многочисленные, но малоустойчивые и дорого обходившиеся. Как правило, вербовались они из воинов-горцев, которые, по характеристике наместника Кавказа П. С. Потемкина, «народ более всех в войне здесь [на Кавказе] знаменитый, за деньги каждому [хану] служат».
Кубинское правительство в апреле 1770 г. имело около 10 тысяч наемников: «за 10 тыс. человек сила... состоит не из персиян [азербайджанцев] а из лезгинцев, следовательно чужая, а не собственная. Ныне сказывают, что и сам тому не рад». 

Наемники наживались за счет грабежа; порою они бунтовали и грабили владения своих хозяев...
.
Согласно Якобу Райнеггсу, акушинцы являлись самыми могущественными защитниками Фатали хана, хотя от этого страдали его поданные, которые с трудом удовлетворяли значительные требования акушинцев, предоставляя им продовольствие, одежду и наличные деньги. Райнеггс также упоминает акушинцев назвав их лефсгами. Он описывает их как тех которые отдают свои войска тому кто больше заплатит, и воюют с теми, кто им не платит.

### Борьба с владетелями Дагестана
Между тем, ослеплённому шемахинскому правителю Агаси-хану удалось бежать в Карабах и собрать отряд. Он привлёк на свою сторону шекинского Гусейн-хана и аварского нуцала Мерсел-хана, не желавших усиления кубинского хана. Аварский нуцал прислал вооружённый отряд под предводительством своих сыновей Булача и Магомед-Мирзы. В последовавшем сражении между Гусейн-ханом, Агаси-ханом и сыновья аварского нуцала с одной стороны, и Фатали-хана, с другой, первые были разбиты, оба сына аварского нуцала погибли, Гусейн-хан бежал в Шеки, а Агаси-хан в Котеван. В 1774 году нуцал выступил против Фатали-хана и совместно с шемахинским Агаси-ханом ему удалось овладеть Шемахой. Однако, вскоре, во главе с набранным в своих владениях силами и отрядом бакинского Мелик Мухаммад-хана, Фатали-хан двинулся в Ширван, причём на помощь к нему прибыло «много народу даргинского». Вблизи Старой Шемахи нуцал был разбит. Обещая ему безопасность, Фатали-хан пригласил его к себе для переговоров, где нуцал был убит акушинцами.
Усиление власти и расширение сферы влияния Фатали-хана встревожило соседних владетелей. В сложившуюся антикубинскую коалицию дагестанских владетелей вошли кайтагский уцмий Амир Гамза, аварский нуцал Умма-хан, мехтулинский Али-Султан, табасаранский Рустем-кадий, казанищинский Тишеиз-Магомед (Мухаммад-тишсиз); к ним примкнули также владетели Засулакской Кумыкии — эндреевский Темир-Хамдин, Али-Султан Казаналипов, костековский Алиешев и др.. В июле 1774 года на Гавдушанском поле, вблизи Xудата, между объединёнными силами дагестанских феодалов и Фатали-ханом произошло сражение, закончившееся разгромом кубинского хана. В бою погибли Мухаммад-тишсиз, Эльдар-бек Казикумыкский и
майсум Шейх Али-бек. Об этих событиях рассказывается в народной песне Дагестана:

Поведя мощную рать с собой.

Остановился Кази около Худата…

Слышно, идёт кубинский хан

С пушками на запряжённых лошадьми повозках,

С орудиями, навьюченными на катерах.

«Посмотрим на тебя, осмелившегося войти в мои владения!»

Но увидев снаряжение рати Кази,

Стал кричать кубинский хан:

«Если золота хочешь — навьючу им катеров,

Владений, если хочешь — половину дам,

Иди, говорит, младший брат, на мир со мной!»

«Твоего и моего отца мир —

То друг другу направляемые свинцовые пули!

Теперь же между нами прочный мир —

Это стальные сабли, которыми мы будем биться,

Они—между нами посредники!»

Сказав эти слова в ответ.

Как орёл бросается на курочек.

Ударил Кази на Казильбашей.

Потерпевший поражение Фатали-хан, отступил к Сальянам. Казикумухский хан Магомед занял Кубу и «начал осуществлять ханскую власть», а в Ширване была восстановлена власть Агаси-хана. Амир Гамза попытался хитростью овладеть Дербентом, которым в отсутствие мужа управляла его сестра Тути-бике. Известно, что Фатали-хан управление Дербентом нередко поручал супруге, а в помощники ей назначал одного из преданных ему дербентских беков. Сопровождая тело убитого Мухаммада-тишсиза, Амир Гамза подошёл к городу и сообщил сестре о том, что Фатали-хан погиб в сражении и что он привёз его тело. Однако Тути-бике разгадала замыслы брата и по преданию вышла на городские стены и приказала открыть огонь по его войскам, а затем выслала отряд, который заставил Амира Гамзу отойти в Мюшкур. В мужской одежде она постоянно находилась на крепостных стенах. Исследователь истории Дербента Е. И. Козубский писал: «Мужественная жена Фатали-хана Тути-бике… с твёрдостью мужчины обороняла город против брата; она, как львица, стояла на крепостных валах, сама распоряжалась всем, огнём крепостных орудий угрожая брату». И. Н. Березин отмечал, что «неустрашимая Туту-бике, однажды обманутая братом, защищалась храбро и сохранила Дербент мужу». Вскоре уцмий, собрав войско, напал на Баку, а затем вновь осадил Дербент. Фатали-хан тайно пробрался в Дербент, к которому стали «стекаться… приверженцы его».

#### Поход генерала Медема
Находясь в тяжёлом положении, Фатали-хан ещё из Сальян отправил в Петербург к императрице Екатерине II посланника Мирзу-бека Баята с письмом, в котором обращался за помощью и просил принять его в подданство Российской империи. С просьбой о помощи он обратился и к шамхалу тарковскому. Шамхал не смог оказать поддержки и в январе 1775 года обратился к России с просьбой оказать помощь Фатали-хану. Русское командование снарядило экспедицию в количестве 2530 человек под командованием генерала Медема, которая 1 марта того же года направилась в Дагестан. Касаясь похода русских войск, Искандер-бек Гаджинский отмечал: «Это обстоятельство имело большое влияние на судьбу Фет-Али-хана и было главною причиною успехов, приобретённых им впоследствии». Осаждавший девятый месяц Дербент уцмий Амир Гамза, снял осаду и выступил против Медема, но в местечке Иран-Хараб русские войска нанесли ему поражение. Фатали-хан отправил к Екатерине II ключи от города Дербент и вновь поппросил его принять в подданство России. 10 мая того же года часть русских войск численностью 1411 человек во главе с майором Криднером вместе с отрядом Фатали-хана двинулись в Кайтаг и Табасаран. Вбилизи селения Башлы на них напал Амир Гамза, «но действием артиллерии был опрокинут с величайшим уроном и обратился в бегство». По словам Г. Алкадари войска Фатали-хана «разграбили много имущества» в селениях кюринской плоскости. Оттуда Фатали-хан с царскими войсками направились в Табасаран. Табасаранцы, «надеясь на своё крепкое местоположение», решили защищаться, но были разбиты в местности Калух. Однако в одном из сражений Криднер и Фатали-хан были окружены в тесном ущелье и, понеся значительный урон, вынуждены были вернуться в Дербент.
Несмотря на такой исход событий, участники антикубинской коалиции запросили мира, при условии, что Фатали-хан «не в Дербенте, а в Кубе, в ему принадлежащем месте был, ему тогда и аманатов дать в состоянии и быть верным по всем удовольствие сделают». Но русское командование не приняло их условия, указав, что Дербент останется во владении кубинского хана. На данном этапе российское правительство было заинтересовано в примирение враждующих сторон. 24 марта и затем в апреле 1776 года в селении Дербах удалось провести сборы, в которых приняли участие Фатали-хан, тарковский шамхал Муртазали, буйнакский владетель Бамат, кайтагский уцмий Амир Гамза, табасаранский Рустам-кадий, казикумухский хан Магомед и.т.д., а также майор Фромгольд с российской стороны. На вторых сборах было достигнуто мирное соглашение, в соответствии с которым Амир Гамза и Рустам-кадий обязались «дербентского и кубинского хана оставить спокойно означенными ему подлежащими владениями владеть и никакой обиды его подданным, равно и ему не чинить, в торгах между его и нашими людьми никакого помешательства и грабежи не делать, а напротив того показывать каждому всякое вспоможение. А если кто из наших подвластных в том окажется преступительным, то обиженному делать подлежащее удовольствие». Кроме того, майор Фромгольд писал, что «… желаемого спокойствия здесь никогда быть не может. Ибо уцмий и кадий, хотя и дали свою подписку в том, чтобы хану (Фатали-хану. — прим) ничего не делать, однако, сие показывают они по одной наружности . . ., а внутренне пылают к нему злобой . . ., не упустят ни малого времени возобновить на него своё гонение».
К этому периоду жизни Фатали-хану приписывается основание селения Ханмагомедкала (ныне Мамедкала Дербентского района Дагестана). Согласно И. Гаджинскому кубинский хан «обратил внимание на племянника уцмия, храброго Магомед-Хан-бека, обиженного своим дядей, ласками и разными средствами привязал его к себе, и в 20 верстах от Дербента, к северу, построил крепость, которую назвал Магомед-хан-каласы. Сюда переселил он двести семейств из Кубы, назначив здесь местопребывание Магомед-хан-бека». Кроме того, кубинскому хану удалось привлечь на свою сторону сына казикумухского хана Магомед-хана — Шимардан-бека, которому во владение была отдана часть Кюринского округа до Кабирека, принадлежавшего Дербенту, и Гюнейский магал, принадлежавший Кубе.
В 1776 году, в Табасаране, скончалась Ханум-бике Карахан-бек Кизы, являвшейся опекуном своего немого сына майсума Новруз-бека, чем воспользовался один из родственников майсума Али-Кули, убив его и двух его сыновей. При поддержке кадия Северного Табасарана Рустама он стал новым майсумом. Двоюродные братья убитого Новруз-бека, сыновья Шейх-Али-бека, Магомед-Гусейн-бек, Сограб-бек, Шихали-бек и Мустафа-бек, отправились к Фатали-хану. Последний, призвав к себе в Дербент Али-Кули, лишил его звания майсума и отправил в Сальяны, а в майсумстве с его помощью был возведён майсумом Магомед-Гусейн-бек. Утверждение своего ставленника в Южном Табасаране играло значительную роль в борьбе за подчинение южнодагестанских владетелей. В рапорте кизлярского коменданта говорится: «По склонности его (то есть майсума — прим.) к нему (Фатали-хану — прим.) мог бы он (то есть Фатали-хан — прим.) способнее им, уцмию и кадию впредь мстить и привесть их под свою власть…».

### Между Россией, Османской империей и Персией
В 1768 году между Россией и Османской империей развернулась очередная русско-турецкая война. Порта стремилась всячески склонить кубинского хана на свою сторону, но безрезультатно. Современник того времени сообщал: «От турков разосланы ещё недавно чиновные люди к Куба-хану, который Дербентом владеет и лезгинцев (горцев Дагестана.— прим.) уговорит, чтоб и они вооружились против России в пользу Порты». Когда в первые дни войны к Фатали-хану прибыли посланцы крымского хана с предложением перейти на сторону Порты и выступить против России, то он им никакого ответа не дал. Кроме того, в 1769—1770 гг., кубинский правитель отклонил обращение о пропуске османских войск, посоветовав и другим владетелям не сотрудничать с ними. В июле 1769 года русский консул в Баку сообщал, что хан отклонил предложение султанского правительства выступить против России и отказался принять доставленные ему подарки, заявив османскому посланцу: «Мне оного не надобно. Я буду доволен своим капиталом». Прекращение во время его правления торговых сношений его владений с Османской империи было связано, в частности, с антитурецкой направленностью внешней политики ханства. В сентябре 1770 года один из дипломатических представителей России писал: «Фатали-хан на то никакой склонности не оказал и не сделал; в самом деле, он против России начинать ничего не желает, кроме продолжаемого им доброжелательства».
Персидский правитель Керим-хан Зенд также хотел иметь союзника в лице Фатали-хана. Через гилянского правителя Хидаят-хана он послал «Фатали-хану своих депутатов с обнадеживанием, внушает ему в голову, что оной Фатали-хан оставлен будет от него высокого рода векиля, если отступит от России». Фатали-хан в связи с этим писал: «Керим-хан, который ныне повелителем вся Ирана находится, прислал ко мне из столичного города Шираза несколько человек поверенных депутатов со многими дарами… и великою денежною казною с тем намерением, что чрез то склонить меня к своей службе и согласию, но я… его отнюдь не принял».
Благодаря действиям войск генерала Медема Кубинское ханство не только восстановило своё пошатнувшееся положение, но и намного усилило своё влияние на Восточном Кавказе. Фатали-хан, прося принять его под покровительство России, желал не только сохранить территориальную целостность ханства, но и с помощью России получить независимость от Персии. Однако российское правительство не желало осложнять отношения с Персией и Османской империей и менять расстановку политических сил в Закавказье. Министр иностранных дел граф Панин в письме Фатали-хану сообщил, что императрица «удостаивает его своего благоволения за усердие к империи Российской», но принять его в подданство не может, поскольку это стало бы нарушением соглашений России с Персией и Османской империей. Коллегия иностранных дел указала кубинскому хану, что он не имеет ни малейшего права отклоняться «от персидской зависимости» и «подчинения сей державе» по причине их «единой природы и единоверия». В сентябре 1775 года Екатерина II предписала Г. А. Потёмкину: «Чтоб со славой поправить усердный, но неосторожный и хлопотливый поступок Демедема, надлежит возвратить ключи Дербента и восстановить Фет-Али-хана». В конце года русские войска были отозваны из Дагестана в Кизляр.

### Гилян и поход в Ардебиль
После того, как в 1779 году скончался персидский правитель Керим-хан Зенд, Иран охватила междоусобица и борьба за власть. Междоусобный войны способствовали успешной борьбе предводителя племени каджаров Ага Мохаммад-хана. Летом 1781 года его войска заняли Гилянское ханство, а её правитель Хидаят-хан вынужден был бежать к Фатали-хану и просить у того помощи. Кубинский хан отправил в Гилян войско численностью 9 тыс. человек. В походе приняли участие военные силы из различных азербайджанских ханств, а также войска тарковского шамхала и кайтагского уцмия; общее командование осуществлял назир Кубинского ханства Мирза-бек Баят. По свидетельству источников того времени, «все приведенные войска собраны были большей частью стараниями Фатали-хана». Им удалось вытеснить силы Ага Мохаммад-хана и восстановить в Гиляне власть Хидаят-хана.
Фатали-хан, постоянно стремившийся к расширению своих владений, вскоре предпринял поход на юг. Весной 1784 года, собрав значительное войско, он переправился через Аракс и в августе овладел городами Ардебилем и Мешкином. Он изгнал ардебильского правителя Назар Али-хана и назначил губернатором в Ардебиле джавадского хана Тала Хасан-хана, а в Мешкине — Ходаверди-бея. По словам известного русского кавказоведа П. Г. Буткова, когда войска Фатали-хана овладели Ардебилем «генерал-поручик Потёмкин потребовал от Фатали-хана, чтобы распустил свои войска». К тому же в это время вновь активизировались феодальные владетели Дагестана, все это вынудило Фатали-хана возвратиться в Ширван.

### Борьба с Карабахом. Ираклий II
Расширив свои владения, Фатали-хан к концу 1770-х гг. вошёл в соприкосновение с карабахским ханом Ибрагим Халил-ханом, приходившийся союзником картли-кахетинского царя Ираклия II и зятем аварского нуцала Умма-хана. Царь Ираклий являлся серьёзным соперником в регионе. Своей целью он ставил объединение грузинских феодальных княжеств в единое государство, освобождение от персо-османского владычества и усиление Грузии в Закавказье.

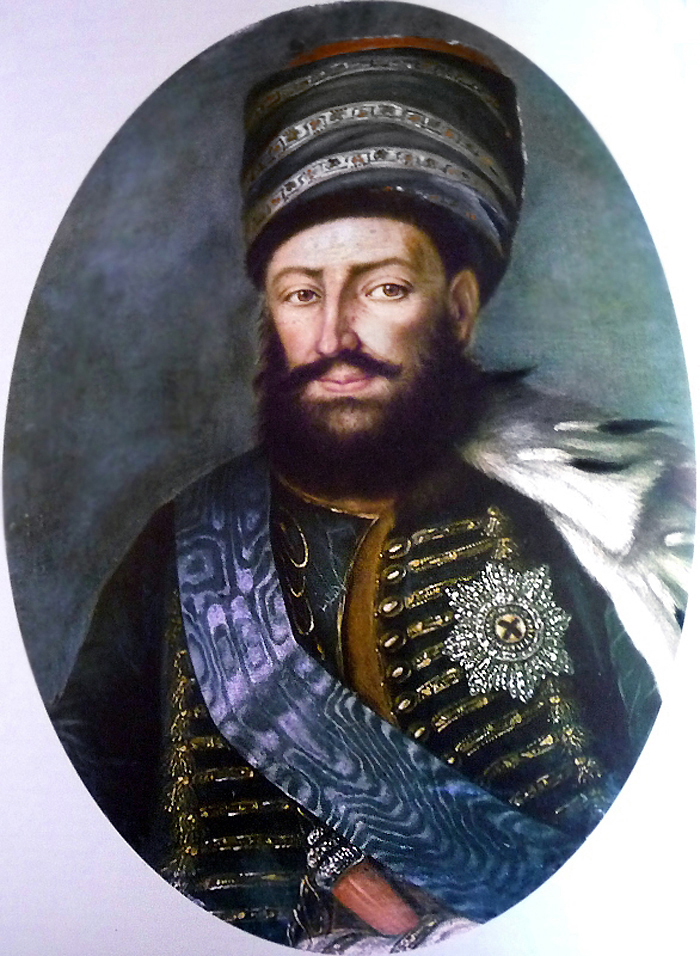
Царь Карли-Кахетии Ираклий II

В начале 1780 года Фатали-хан, переправившись через Куру, вторгся в Карабахское ханство. Ибрагим Халил-хану тогда помощь оказал Ираклий II, отправив ему отряд под командованием царевичей Георгия и Давида. Кубинский хан в августе того же года вновь совершил неудачный поход, но в начале 1781 года он сумел проникнуть вглубь Карабаха и угнать оттуда некоторое количество крестьян.
В соперничестве с карабахским ханом и царём Картли-Кахетии кубинский правитель не только пытался расширить свои владения, но а также выступить в роли борца за интересы всего Азербайджана. Так в конце 1782 года он писал Екатерине II, что весь Азербайджан недоволен заключением Ираклием II и Ибрагим Халил-ханом в тюрьму гянджинского хана и эриванского сардара и что он «за должность свою признал, чтобы честь и право адырбайджанских ханов защитить», просив императрицу запретить царю Ираклию враждебные действия в отношении Азербайджана. Для того, чтобы подорвать доверие к кубинскому хану, Ираклий II заявил будто бы Фатали-хан поддерживает связь с Сулейман-пашой ахалцыхским.
Весной 1783 года, собираясь в очередной поход против Карабаха, Фатали-хан сплотил коалицию, куда вошли талышский, тебризский, шекинский и урмийский ханы, Бамат буйнакский, шамхал тарковский и некоторые горцы Северного Кавказа. По показанию «конфидента», у хана было до 13 тыс. войска. В то же время владетели Южного Дагестана, пользуясь отсутствием кубинского хана, намеревались выступить против него. Намереваясь предотвратить междоусобицу, спасти карабахских армян, «не дать времени распространению в Армении бесчеловечья» и обезопасить пределы Грузии, П. С. Потёмкин направил письма Фатали-хану и владетелям Дагестана, что расстроило их планы и остановило выступления как кубинского хана, так и дагестанских феодалов.
Незадолго до этих событий, в августе 1782 года, в сопровождении князя Александра Амилахвари к Фатали-хану прибыл претендент на картли-кахетинский престол князь Александр. Поскольку союз Ираклия с Ибрагим Халил-ханом препятствовал Фатали-хану подчинить Карабах, то последний решил использовать против Ираклия оппозиционные тому силы. Однако Ираклий II сообщил на Кавказскую линию кизлярскому коменданту о намерениях Фатали-хана и союзного ему тарковского шамхала, и уже осенью 1783 года по поручению П. С. Потёмкина на р. Сулак и Терек были выставлены сильные отряды, которые должны были двинуться на Дербент и в Грузию в случае осуществления Фатали-ханом и князем Александром своих намерений. Данное обстоятельство послужило отказом Фатали-хана от предприятия против Ираклия II. Помимо этого, кубинский хан по требованию П. С. Потёмкина выдал ему обоих князей, за что от имени российского правительства получил выражение благодарности.
В 1784 году скончался бакинский Мелик Мухаммад-хан. Опекуном его 11-летнему сыну Мирзе Мухаммад-хану II был назначен дядя Фатали-хан, но фактически Бакинским ханством управляла регентша, мать несовершеннолетнего хана Хадидже-бике. В 1785 году в зависимость от Фатали-хана попало Талышское ханство. Тогда же кубинский хан заключил дружеский союз с преемником тарковского шамхала Муртузали — Магомедом, а спустя два года женил своего старшего сына Ахмеда на его дочери Гичи-бике. В том же году Фатали-хан нанёс поражение шекинскому Мухаммад Хасан-хан и бывшему шемахинскому правителю Агаси-хану. Последний сдался победителю, а шекинский хан заключил с ним мир. Агаси-хан вместе с двумя сыновьями вначале содержались в Кубе, а затем были отправлены в Баку. Более того, Фатали-хан потребовал от Мухаммад Хасан-хана шекинского выдать брата Агаси-хана, бывшего шемахинского хана Мухаммад Сеид-хана с двумя сыновьями. Однако они сами явились к кубинскому хану и были отправлены в Сальяны. Незадолго до своей кончины, Фатали-хан в конце концов расправился с шемахинским ханским домом серкаров. По его приказу в 1788 году Агаси-хан со своими сыновьями Ахмет-беком и Магомед-беком были казнены в Баку, Мухаммад Сеид-хан и два его сына Мухаммад-бек и Искендер-бек в Сальянах; другой сын Мухаммад Сеид-хана и в то же время зять Фатали-хана — Мухаммад Риза-бек (1753—1788) был казнён в Кубе. Современник Фатали-хана, уполномоченный российского правительства при царе Ираклии II полковник Бурнашев, в 1786 году писал о тогдашней обстановке:

К теперешнему положению тех земель, которые под именем Адребиджани разумеются, начиная с севера прилежит Грузия, то есть царства Кахетинское и Карталинское; от востока море Каспийское и: провинция Гилян, от полудня область Ирак, от запада Туреция… Азербайджанских владельцев разделять должно на самовластных и зависимых, а первых — на могущих и маломощных. Дербентский или Куба-хан есть из числа могущих, почитают его довольно богатым, сила его собственная состоит из 3000 человек, но к предприятиям важным против своих соседей призывает он как ближние Адербиджанские ханы, как-то: Нухинский, Ширванский и Шушинский, владельцев из Дагестана и приводит бродяг лезгинских (горцы Дагестана.— прим.)…

В январе 1787 года Фатали-хан нанёс сильное поражение выступившему против него Ибрагим Халил-хану. В том же году скончался кайтагский уцмий Амир Гамза. Ему наследовал его брат Устар-хан, издавна поддерживавший дружеские отношения с кубинским правителем.

### Последние годы

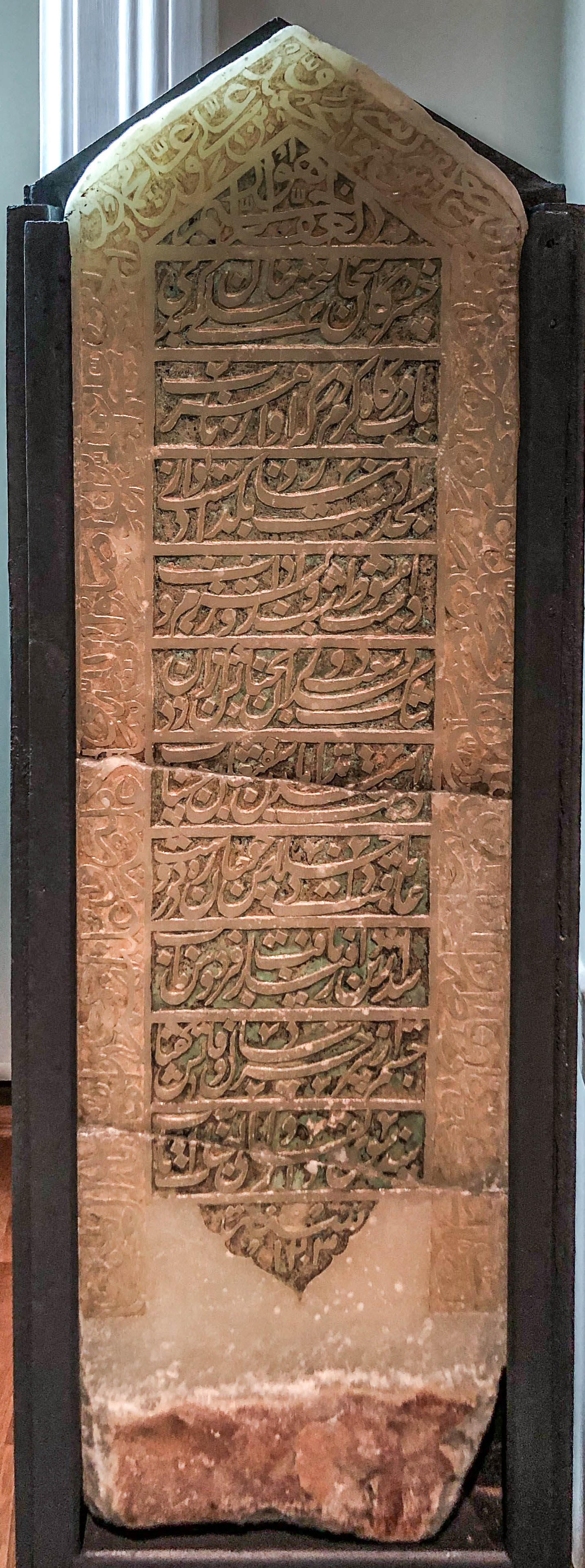
Надгробный памятник Фатали-хана. Музей истории Азербайджана

В 1780-х гг. в Закавказье и вокруг него происходили значительные изменения в расстановке сил, вызванные стремлением народов региона принять покровительство России. Летом 1783 года царь Картли-Кахетии Ираклий II заключил с Российской империей Георгиевский трактат, по которому Восточная Грузия переходила под протекторат России. Заключение Георгиевского трактата резко ослабило позиции Персии и Османской империи в Закавказье.
Между тем, в самой Персии возвысилась фигура Ага Мохаммад-хана Каджара, устремлявшегой свои взоры на Закавказье. С Османской империей Россия находилась в преддверии очередной русско-турецкой войны. Складывавшаяся внешнеполитическая обстановка способствовала сближению интересов России, Картли-Кахетинского царства и Кубинского ханства. Более того, русская дипломатия придавала большое значение примирению двух закавказских правителей.
В марте 1787 года между Катли-Кахетинским царством и Кубинским ханством был заключён союз, что способствовало установлению равновесия в Закавказье и укреплению позиций России в регионе. Как писал Г. А. Потёмкин: «Потщитесь, ваше превосходительство, царей Ираклия грузинского и Давида имеретинского соединить союзом. Общими силами с присоединением Фет Али-хана в состоянии они будут одержать преимущество над врагами нашими». Целью заключения такого союза для Фатали-хана также служило приобретение Карабаха и Южного Азербайджана. Его власть к тому времени простиралась на Дербентское, Ширванское ханства и Сальянское владение. В вассальной зависимости от него находились Бакинское, Шекинское, Талышское ханства и ряд дагестанских владений. Влияние Кубинского ханства распространилось на Гилян и даже Тебриз.
Фатали-хан прибыл к своей сестре в Баку, где умер в марте 1789 года. 30 мая генерал Текели писал Потёмкину, что близкие хана более месяца скрывали его смерть «дабы жадные и сильные соседи не расстроили владения, по наследству сыну принадлежащего». Похоронен Фатали-хан в Баку, на кладбище при шиитской мечети Биби-Эйбат. Ныне надгробный памятник хранится в Музее истории Азербайджана.

## Личная жизнь
По сообщению Е. И. Козубского, Фатали-хан летом всегда жил в Кубе, а зимой в Дербенте, где соорудил дворец в цитадели. П. Г. Бутков со своей стороны писал, что в крепости Чирах-кала, расположенной в горах южнее Дербента, «к одному северному углу примкнут дворец, о трёх этажах, построенный дербентским Фет-Али-ханом… Он в нём жил в то время, когда опасался нападений лезгинских и других горских народов».
Гмелин следующим образом описывал свою аудиенцию у кубинского правителя:

Фатали-хана авдиенц зала была не очень великолепна. В передней, которая от ханской отделялась только одною небольшою лестницей, находилось множество народа с скинутыми туфлями, кои для чистоты при входе оставляются. Хан сидел посреди покоя на земле в татарском одеянии, курил из кальяна табак и подле его лежали заряженные пистолеты, кои он, как я часто после видал и слыхал, всегда при себе держит; против его сидел комендант города и соседственный татарский князиок, подле сих поставлен был для меня стул, а мои господа толмачи принуждены были стоять.

Фатали-хан знал азербайджанскую литературу, международное право, русский, персидский и турецкий языки, а также разные говоры Дагестана. Сохранились образцы его поэтического творчество. Среди стихотворений, написанным им в конце жизни, относится следующее:

Буквальный перевод
Красивая жизнь потрачена, жаль, что в невежестве.

Все, что осталось, потратится теперь в раскаяньи.

Не доверяйся влечению к чёрному локону: это риск, о сердце.

Будучи беспечно, не ставь себя в разбитое состояние.

Щедрость предвечного создаёт положение,

А жалкий муравей хвастает своим соломонством.

Выразить свою печаль мне мешает смущение лица,

И я не знаю, что сказать. Ох, эта растерянность!

Дыхание свежего ветерка даёт духу свежесть,

Ведь оно проникло утром в душистость гиацинта.

Не всякий теперь ищет перлов поэзии,

Так не открывай ты, певец, сокровенных уст, для разбрасывания драгоценностей.
Другой вариант перевода
Ах, прожита в неведении юность счастливая.

Остаток же дней приходится посвятить лишь раскаянью в том, что не ценил ты счастья.

Сердце рвётся к чёрному локону.

Но берегись увлечься допустишь оплошность и оно будет разбито.

Ведь твоя власть и богатство лишь дар слепой судьбы.

А ты, муравей ничтожный, воображал, что сам ты мудро создал их.

Какая тоска. Даже совестно её выражать.

Да и как её выразить? Не найдёшь слов.

Успокоение душе даёт лишь чистый ветерок,

Пропитанный утренним ароматом гиацинт

Но поэзия теперь не в почёте, не всякий её понимает.

Так замкни же уста, певец, и не расточай сокровенных дум.

Являясь мусульманином-шиитом, Фатали-хан не отдавал предпочтения ни одному из религиозных течений, в равной мере относясь как к шиитам, так и суннитам, он «признаёт себя шиитом, однако любит суннитов столько сколько шиитов». По свидетельству Г. М. Гмелина: «Те, кон ево из обхождения лучше знают, утверждают, что он не придерживается никакому закону (то есть религии — прим.)».
С другой стороны,    в рапорте астраханского купца М. Князева консулу М.Е. Сулякову от 29 ноября 1770 говорится, что Фатали-хан перешел в суннизм: а сверх того многие из живущих тамо армян и персиян потаенным образом, а не откровенно уверяли меня, да и сам я был тому самовидец, что Фетх-Али-хан для вышеписанного злаго умысла и лутчаго приласкания горских народов, шегинской закон ныне оставил и содержит сунинской. 
На его перстне было изображено двустишье на персидском языке:

Предназначили божьи святые скрижали

Развернуться в сражениях знамёнам Фатали.

### Семья
Как известно Фатали-хан женился на сестре кайтагского уцмия Амира Гамзы — Тути-бике. В 1774 году он взял в жёны дочь илисуйского султана Елису-бике, а в 1776 году женился на армянке (по Сереброву грузинка) Сехер-Нас.
Согласно сведениям, сообщаемым А. Г. Серебровым, служившим приставом при Шейх Али-хане в конце XVIII века, Фатали-хан имел

многих законных и посторонних жён и с ними у некоторых прижитых им детей, но по смерти остались только четыре жены: первая, грузинка Сегерназ, вторая Гюри-пери, дочь элисуйского владельца, третья Бегим Ханума, сестра шекинского хана, четвёртая грузинка же Гульдеста. Из детей же в живых: от умершей в жизнь Фет Али хана законной его жены Тутубики, сестры владельца уцмия, той самой, о коей выше описано, сын Ахмет и дочь Перджаханум, сговоренная за аварского Умма хана. И от описанных жен сыновья: от грузинки Сегерназ Шейх Али и от Гюриперы Гасан. Да от побочной жены две дочери: Чинас и Эсмет, которые и теперь в девицах.

Свою сестру Хадидже-бике он выдал замуж за бакинского хана Мелик Мухаммад-хана; она приходится бабушкой основоположнику азербайджанской научной историографии, учёному, мыслителю и писателю Аббас Кули Ага Бакиханову. Их сын Мирза Мухаммад-хан II, ставший после смерти отца новым бакинским ханом, был женат на дочери Фатали-хана — Ханбике-ханум, приходившейся ему двоюродной сестрой.
Другую свою сестру — Фатиму, Фатали-хан выдал за сына шемахинского хана Мухаммад Сеид-хана — Мемерзу (Мухаммад Риза-бек). Старшего сына Ахмеда он женил на Гичи-бике, дочери тарковского шамхала Магомеда.

## Высказывания
Фет-али-хан замечательный человек в истории Кавказа, возвысился благоразумием, щедростью и предприимчивым характером. По достижении власти в нём обнаружились качества умного и деятельного правителя и особенный дар привязывать к себе всех окружающих, усыплять деятельных врагов и выпутываться из самых затруднительных обстоятельств.
— А. Бакиханов, 
Он был обширного ума, коварен, т.е. знал политику персидскую, храбр, предприимчив, славолюбив, благоразумен и всегда неутомим. Покоряя Ширван, умножил население, а следственно и доходы в плодородном ханстве Кубинском, куда переселил несколько народа и из ханства Дербентского. При таком характере он пустился на дальнейшие предприятия в 1768 году, а именно, на ханство Шемахинское, стремясь быть не только владетелем всего Ширвана и Карабага, но мечтал даже сделаться владетелем Персии.
— П. Бутков, 

## Память

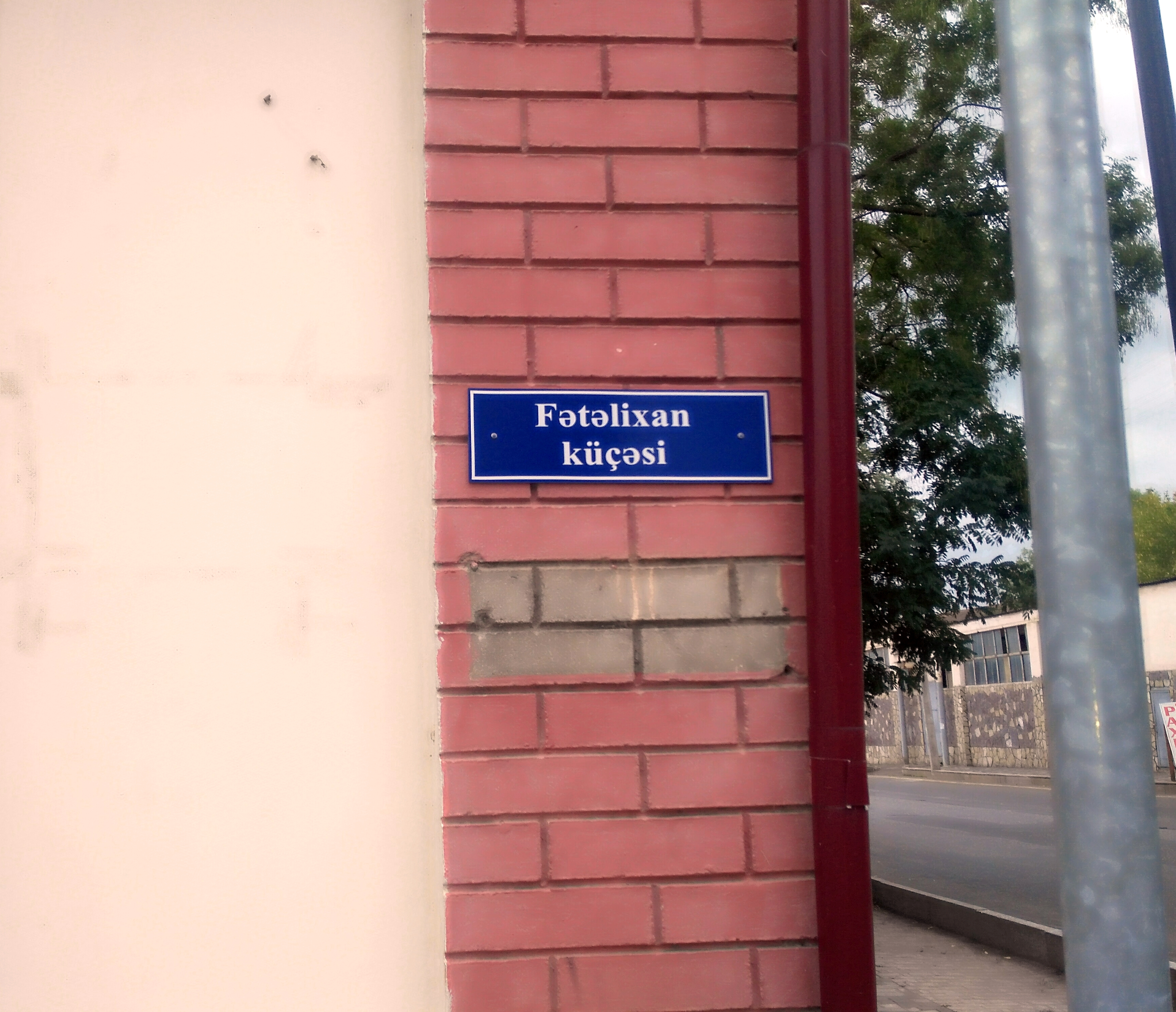
Улица Фатали-хана. Губа (Азербайджан)

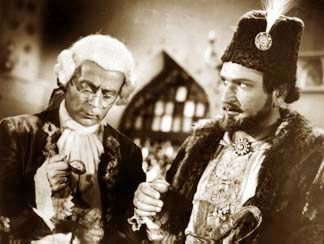
Кадр из фильма «Фатали хан». Справа, Фатали хан (Алескер Алекперов) беседует с послом из России

- Азербайджанский поэт XVIII века Ага Месих Ширвани создал поэму «Шахнамэ», посвящённой Фатали-хану[84].
- В музыкальном журнале, издававшемся в 1816—1818 гг. в Астрахани, была опубликована в нотной записи азербайджанская песня, посвящённая Фатали-хану[85].
- В 1947 году на Бакинской киностудии режиссёром Ефимом Дзиганом был снят фильм «Фатали-хан», посвящённый жизни кубинского хана.
- 3 января 1991 года СМ Азербайджанской ССР принял решение о возведении в Кубинском районе памятника Фатали-хану[86].

- Центральные улицы города Губа и посёлка Красная Слобода носят имя Фатали-хана[87][88].